# Ribeira do Veiga
A Ribeira do Veiga é um curso de água português, localizado na freguesia açoriana do Raminho, concelho de Angra do Heroísmo, ilha Terceira, arquipélago dos Açores.
Este curso de água encontra-se geograficamente localizado na parte Oeste da ilha, dentro das coordenadas geográficas de Latitude 38.46’ Norte e Longitude 27.21’ Oeste.
Tem a sua origem a cerca de 600 metros de altitude, no interior da ilha o seu percurso atravessa zonas de forte povoamento por floresta endémica típica da Laurissilva característica da Macaronésia. Passa nas imediações da Reserva Florestal de Recreio da Serreta e da Mata da Serreta.
Desagua no Oceano Atlântico do precipitando-se do cimo de uma falésia com cerca de 250 metros de altura.